# Комсомольський (Совєтський район)
Комсомо́льський (рос. Комсомольский, марій. Комсомольский) — селище у складі Совєтського району Марій Ел, Росія. Входить до складу Верх-Ушнурського сільського поселення.

## Населення
Населення — 134 особи (2010; 136 у 2002).
Національний склад (станом на 2002 рік):
- марі — 88 %